# Jürgen Moos
Jürgen Moos, Künstlername giorgio (* 1954 in Viersen) ist ein deutscher Holzbildhauer und Maler.

## Lebenslauf
Er war ab 1976 bis 2005 Lehrer für Sport und Kunsterziehung an der Hauptschule Immenstadt und von 1990 bis 2004 Referent für Malerei und Druckgrafik an der Lehrerakademie Dillingen. Ferner war er Referent an der Schwabenakademie Irsee. Als Künstler lebt und arbeitet er in Immenstadt und in Italien (Ligurien).

## Stil
Jürgen Moos arbeitet vor allem mit Hilfe von Farbe und Kontrast. Seine Holzschnitte werden auf Seidenpapier gedruckt. Daneben fertigt er auch Holzskulpturen.

## Ausstellungen
- Seit 1981 präsentiert sich Jürgen Moos in Einzel- und Gruppenausstellungen im In- und Ausland. Arbeiten von ihm sind z. B. in der Staatsgemäldesammlung München zu sehen.
- Hervorzuheben ist seine jährliche Beteiligung an der für den Landkreis Oberallgäu bedeutenden Kunstausstellung Die Südliche (2003/2012)[1]
- Einzelausstellung 2009: 
  - Neues Rathaus Bayreuth, Januar 2009
- Einzelausstellungen 2010: 
  - Marbach am Neckar, Februar 2010
  - Badalucco (Italien), Juli 2010
- Einzelausstellungen 2011:
  - Oberstdorf, vielschICHtig, Mai/Juni 2011

## Mitgliedschaften
Jürgen Moos ist Mitglied
- im Bundesverband Bildender Künstlerinnen und Künstler
- in der Künstlergruppe Eigenart
- im Arbeitskreis Druckgrafik des BBK

## Preise und Auszeichnungen
- 1997: Kunstpreis Pfronten
- 1998: Westallgäuer Kunstpreis Lindenberg
- 1999: Thomas-Dachser-Gedenkpreis
- 2000: Anerkennungspreis Irsee
- 2000: Kunstpreis Illerbeuren
- 2008: Kunstpreis Hollfeld